# Parabola (canción)
«Parabola» es una canción de la banda de metal progresivo Tool, la canción es el segundo sencillo de su tercer álbum de estudio Lateralus. Salió en 2002 como un único día de venta promocional.
El 20 de diciembre de 2005, la canción, así como el video musical salieron en un DVD único, junto con el sencillo DVD "Schism". El DVD también contiene una opción de "doble" el comentario de audio en el vídeo por Jello Biafra de Dead Kennedys. El comentario de doble consta de dos partes distintas grabaciones de la voz de Biafra, un juego en cada canal estéreo. 
Esta canción es una de las pocas canciones de Tool en las que no se utiliza la afinación Drop D (DADGBE), ya que Adam Jones utilizó una afinación BEADGBE (por lo que en el final de la canción parece que se utiliza una guitarra de 7 cuerdas).
La canción es jugable en Guitar Hero World Tour.

## Video musical
En apoyo de este sencillo, se lanzó un video musical de más de diez minutos de duración debido a la inclusión de los 3 minutos de "Parabol" (una pista en el álbum que le precede). Fue dirigido por Adam Jones y, al igual que otros videos de Tool, incluye varias escenas abstractas (que puede verse en el arte). Estos incluyen humanoides, quienes realizan una reunión de corte, cortan una manzana en la cual aparece una estrella, y luego un vómito negro líquido en un círculo. Otra escena, protagonizada por el músico inglés Tricky, lo incluye la disección de un pequeño bípedo y, a continuación, vagando en el bosque. Apenas cumplió los criterios para ser transmitido en las estaciones principales de vídeos musicales, aunque algunos canales trabajaron en torno a recortar el intro "Parabol".